# Kitanki
Kitanki (Trichosurinae) – podrodzina ssaków z rodziny pałankowatych (Phalangeridae).

## Zasięg występowania
Podrodzina obejmuje gatunki występujące w Australii.

## Systematyka

### Podział systematyczny
Do podrodziny należą następujące występujące współcześnie rodzaje:
- Trichosurus Lesson, 1828 – kitanka
- Wyulda W.B. Alexander, 1918 – kusanka – jedynym żyjącym współcześnie przedstawicielem jest Wyulda squamicaudata W.B. Alexander, 1918 – kusanka łuskoogonowa

Opisano również rodzaje wymarłe:
- Archerus Myers & Crosby, 2023[9] – jedynym przedstawicielem był Archerus johnstoniae Myers & Crosby, 2023
- Onirocuscus Crosby, 2007[10]